# HD 44770
HD 44770，又名BD+04 1237，SAO 113811、HR 2299，是一颗恒星，视星等为6.72，位于銀經205.67，銀緯-4.03，其B1900.0坐标为赤經6h 18m 28.5s，赤緯+4° -4.03′ 50″。